# 汪誕平
汪誕平（1951年—），生於台灣台北市，籍貫湖北省麻城市，記者與政治人物，長期任職中國國民黨黨部，曾任中央廣播電台總台長、華視文化公司董事長。現任國民黨中央評議委員，台灣一帶一路經貿促進協會會長。

## 生平
其父汪毓嵩，又名汪青枝，湖北省麻城木子店人，中國國民黨黨員，黃埔軍校第14期畢業，中華民國陸軍軍官。其母李漢光，湖北省羅田縣黃崗廟人。
於國立成功大學歷史系取得學士，輔仁大學歷史研究所西洋史碩士。大學畢業後，先後進入中央廣播電台、中央通訊社、中央日報及青年日報等，擔任記者，升任至採訪主任。轉任中國國民黨黨部，歷任台灣國民黨中央政策會執行祕書，祕書長辦公室主任、文傳會副主委。2007年總統大選，出任馬蕭競選總部主任秘書，成為馬英九核心幕僚。2008年任中央廣播電台總台長，後又接任華視文化公司董事長。自任職中廣總台長後，與中國大陸方面接觸漸多，2017年任台灣一帶一路經貿促進協會會長。